# Pseudogenusa imitans
Pseudogenusa imitans är en fjärilsart som beskrevs av Aurivillius 1910. Pseudogenusa imitans ingår i släktet Pseudogenusa och familjen tofsspinnare. Inga underarter finns listade i Catalogue of Life.